# Oinacu
Oinacu – wieś w Rumunii, w okręgu Giurgiu, w gminie Oinacu. W 2011 roku liczyła 1758 mieszkańców.